# Hipertensão arterial
Hipertensão arterial é uma doença crónica em que a pressão sanguínea nas artérias se encontra constantemente elevada. A doença geralmente não causa sintomas. No entanto, a longo prazo é um dos principais fatores de risco para uma série de doenças graves como a doença arterial coronária, acidente vascular cerebral, insuficiência cardíaca, doença arterial periférica, incapacidade visual, doença renal crónica e demência.
A hipertensão arterial pode ser classificada como primária ou secundária. Cerca de 90–95% dos casos são primários, tendo origem em fatores não específicos genéticos e de estilo de vida. Entre os fatores relacionados com o estilo de vida que aumentam o risco de hipertensão estão o excesso de sal na dieta, excesso de peso, tabagismo e consumo de álcool. Os restantes 5–10% dos casos são secundários, uma vez que têm origem em causas identificáveis, como doença renal crónica, estenose da artéria renal, doenças endócrinas ou uso de pílula contraceptiva.
A pressão arterial é expressa em duas medidas: a pressão sistólica e pressão diastólica. A pressão sistólica é a pressão máxima, enquanto a diastólica é a pressão mínima. Na maior parte dos adultos, a pressão arterial normal em repouso sistólica é de 120 a 140 milímetros de mercúrio (mmHg) e a diastólica de 75 a 85 mmHg. Para a maior parte dos adultos, considera-se que a pessoa tem hipertensão arterial quando a pressão arterial em repouso é consistentemente  superior a 140/90 mmHg. Em crianças e idosos, os valores de referência são diferentes. A monitorização em ambulatório ao longo de 24 horas oferece uma medição mais rigorosa do que os medidores portáteis.
As alterações no estilo de vida e a medicação permitem diminuir a pressão arterial e o risco de complicações. Entre as alterações no estilo de vida estão perder peso, diminuir o consumo de sal, praticar exercício físico e manter uma dieta saudável. Quando as alterações no estilo de vida não são suficientes podem ser administrados medicamentos anti-hipertensivos. Existem três clamedicamentos que permitem controlar a pressão arterial em 90% das pessoas. O tratamento de pressão arterial de grau II (≥160/100 mmHg) com medicação está associado a um aumento da esperança de vida. O tratamento da pressão arterial entre 145/90 e 160/100 mmHg é menos claro, dado que algumas revisões da literatura observam benefícios enquanto outras não observam benefícios claros. A hipertensão arterial afeta entre 16 e 37% de toda a população mundial. Estima-se que em 2010 a hipertensão tenha sido um fator em 18% de todas as mortes (9,4 milhões em todo o mundo).

## Definição
A hipertensão foi definida como a pressão sanguínea de valor igual ou superior a 140/90 mmHg para um adulto jovem. Esta definição surgiu após 12 anos de experiência em 350 000 indivíduos de idades compreendidas entre os 18 e os 74 anos corroborados posteriormente pelo estudo JNC7. Levantou-se uma polémica acerca deste valor em virtude de a maioria dos médicos, cardiologistas ou não, considerar normal o valor de 140 mmHg.  Após um longo consenso, a OMS (Organização Mundial de Saúde) juntamente com a Sociedade International de Hipertensão (ISH), tendo em conta a relação benefício/riscos do tratamento, fixou os limites em 140/90 mmHg sendo considerados normotensos  todos os indivíduos adultos com uma pressão arterial de 140/90 mmHg.
No adulto com mais de 74 anos, (faixa etária não englobada no estudo JNC7) pode-se aceitar um limite de 150/90 mmHg, tendo em conta a rigidez fisiológica da parede arterial. A pseudo-hipertensão entre os idosos é também um factor a considerar. Esta situação deve-se à calcificação das artérias, o que resulta em níveis de leitura anormalmente elevados no esfigmomanómetro enquanto que as medições intra-arteriais são normais. O processo de endurecimento das paredes arteriais com o envelhecimento é progressivo e o aumento de pressão arterial sistólica com a idade também será progressivo sem que isto signifique hipertensão arterial.

## Classificação

### Sob o ponto de vista de gravidade
A classificação varia consoante estamos perante:
Adultos
| Classificação (JNC7)          | Pressão sistólica | Pressão sistólica | Pressão diastólica | Pressão diastólica |
| Classificação (JNC7)          | mmHg              | kPa               | mmHg               | kPa                |
| ----------------------------- | ----------------- | ----------------- | ------------------ | ------------------ |
| Normal                        | 90–119            | 12–15,9           | 60–79              | 8,0–10,5           |
| Pré-hipertensão               | 120–139           | 16,0–18,5         | 80–89              | 10,7–11,9          |
| Hipertensão de grau I         | 140–159           | 18,7–21,2         | 90–99              | 12,0–13,2          |
| Hipertensão de grau II        | ≥160              | ≥21,3             | ≥100               | ≥13,3              |
| Hipertensão sistólica isolada | ≥140              | ≥18,7             | <90                | <12,0              |

Existem várias classificações da hipertensão arterial, introduzindo cada uma delas, pequenas diferenças nos critérios de inclusão de um determinado valor no grupo hipertensivo.
Assim, segundo a classificação JNC7, em indivíduos de idade igual ou superior a 18 anos, a hipertensão define-se pela medição regular de valores de pressão sistólica e/ou diastólica mais altos do que os valores de referência (actualmente 139 mmHg para a sistólica e 89 mmHg para a diastólica: ver tabela). No caso de monitorização constante, como a que possa ser feita em casa ou em ambulatório durante o prazo mínimo de 24 horas, são usados valores de referência mais baixos (135 mmHg para a sistólica ou 85 mmHg para a diastólica). Ainda segundo o relatório JNC7, foram criadas categorias inferiores à hipertensão propriamente dita, chamadas de pré-hipertensão, de forma a melhorar a percepção da existência de um risco contínuo ao longo de qualquer valor acima do valor de 120 mmHg. A classificação JNC7, de 2003, uma revisão de JNC6 assim como de inúmeras publicações, recorre ao termo pré-hipertensão para valores de pressão sanguínea entre 120 e 139 mmHg para a sistólica e entre 80 e 89 para a diastólica. Se bem que os limites da pressão diastólica sejam incontestáveis, já os da pressão sistólica têm sido contestados e o interesse deste conceito de pré-hipertensão não tem sido provado, salvo em grupos com múltiplos factores de risco.
Estes trabalhos, com critérios muitos rígidos e englobando muitos indivíduos que na realidade se verificou serem normotensos, estiveram na base da tomada de posição da OMS para o estabelecimento dos valores acima dos quais se considera hipertensão num consenso de avaliação da relação benefício/risco. Por sua vez, as orientações da ESH-ESC de 2007 e da BHS IV de 2004, subdividem os valores de pressão inferiores a 140/90 nas categorias óptimo, normal e normal alta.
| Sociedade Europeia de Hipertensão Sociedade Europeia de Cardiologia | Sociedade Brasileira de Cardiologia Sociedade Brasileira de Hipertensão Sociedade Brasileira de Nefrologia | Pressão sistólica (mmHg) | Pressão diastólica (mmHg) |
| ------------------------------------------------------------------- | --- | ------------------------ | ------------------------- |
| Óptima                                                              | Ótima | <120                     | <80                       |
| Normal                                                              | Normal | 120–129                  | 80-84                     |
| Normal alta                                                         | Limítrofe                                                                                                  | 130–139                  | 85-89                     |
| Hipertensão de grau I                                               | Hipertensão estágio I                                                                                      | 140-159                  | 90-99                     |
| Hipertensão de grau II                                              | Hipertensão estágio II                                                                                     | 160-179                  | 100-109                   |
| Hipertensão de grau III                                             | Hipertensão estágio III                                                                                    | ≥ 180                    | ≥ 110                     |
| Hipertensão sistólica isolada                                       | Hipertensão sistólica isolada                                                                              | ≥ 140                    | < 90                      |

A própria hipertensão pode também ser dividida em várias classificações: a JNC7 distingue a hipertensão de estágio I, II e a hipertensão sistólica isolada. Esta refere-se à pressão sistólica elevada, mas com pressão diastólica normal, sendo comum entre os idosos. As orientações ESH-ESC de 2007 e a BHS IV de 2004 referem ainda um terceiro estágio (hipertensão de estágio III) para indivíduos com pressão sistólica acima dos 179 mmHg ou pressão diastólica acima dos 109 mmHg.
Para concluir, o próprio relatório JNC7 reconhece que a opinião do médico responsável pelo paciente é que é preponderante na determinação do valor normal de pressão arterial para esse doente. Existe unanimidade no que respeita os valores da pressão diastólica que deverão ser inferiores ou iguais a 90 mmHg em qualquer grupo etário (no idoso, por exemplo, se uma pressão sistólica de 149 mmHg pode ser considerada normal, já a diastólica terá que corresponder a um valor igual ou inferior a 90 mmHg).
Crianças e adolescentes
A ocorrência de hipertensão em crianças e adolescentes ocorre entre 2 e 9% dos indivíduos, dependendo da idade, sexo e etnia, e obesidade. Está também associada ao risco de vir a padecer de complicações clínicas a longo prazo. Hoje em dia, recomenda-se que sejam feitas medições de rotina em crianças com idade superior a 3 anos, sempre que consultem um médico ou façam exames, mas os valores devem ser confirmados ao longo de várias consultas antes de se poder diagnosticar a presença de hipertensão numa criança. Durante a infância, a pressão sanguínea aumenta em proporção com a idade e, nas crianças, define-se como hipertensão a pressão sanguínea média sistólica ou diastólica que seja em três ou mais medições igual ou superior ao percentil 95 de acordo com o sexo, idade e altura da criança. Define-se como pré-hipertensão a pressão sanguínea média sistólica ou diastólica igual ou maior do que o percentil 90, mas menor que o percentil 95. Nos adolescentes, tem sido proposto que o diagnóstico de pré e hipertensão seja realizado com critérios iguais ao dos adultos.
Recém-nascidos e bebés
A ocorrência de hipertensão em recém-nascidos é rara, ocorrendo apenas entre 0,2 a 3% dos indivíduos, e a medição da pressão arterial não faz parte dos exames de rotina. A hipertensão é mais comum em recém-nascidos de alto risco. Na determinação da pressão normal em recém-nascidos, devem ser levados em conta outros factores como a idade gestacional e o peso à nascença.

### Sob o ponto de vista fisiopatológico
Segundo a sua fisiopatologia, a hipertensão é classificada em dois tipos. O primeiro, a hipertensão arterial primária (essencial ou idiopática) que significa que a elevada pressão sanguínea não tem causa médica identificável, correspondendo a 90 a 95% dos casos.  Neste tipo de hipertensão, existe uma tendência familiar acentuada mas, como em muitas outras doenças, ainda não se pode falar de hereditariedade. Os restantes cinco a dez por cento correspondem ao segundo tipo, a hipertensão arterial secundária, que é provocada por outros transtornos que afetam os rins, as artérias, o sistema endócrino ou ainda por iatrogenia.

## Sinais e sintomas
A hipertensão raramente é acompanhada de outros sinais ou sintomas, e o seu diagnóstico usualmente acontece depois de um rastreio ou durante uma consulta médica por outros problemas. Uma parte significativa de hipertensos revela sofrer de dores de cabeça sobretudo na occipital (parte posterior da cabeça) e durante a manhã, assim como vertigens, zumbidos, distúrbios na visão ou mesmo episódios de desmaio.
Durante um exame físico, pode-se suspeitar de hipertensão caso se verifique retinopatia hipertensiva durante a observação do fundo do globo ocular através da oftalmoscopia. Normalmente, o grau de severidade da retinopatia hipertensiva é classificado numa escala de I a IV, embora possa ser difícil distinguir os graus intermédios entre si. O exame oftalmoscópico pode também indicar se um paciente sofre de hipertensão recente ou de longa data.
Outros sinais e sintomas podem sugerir a presença de hipertensão secundária, isto é, a hipertensão cuja causa possa ser identificada, como no caso de doenças renais ou endócrinas. Por exemplo, a obesidade de tipo andróide, a pouca tolerância à glicose e estrias azuladas sugerem a presença de uma síndrome de Cushing. As doenças da tiróide e a acromegalia podem também causar hipertensão e têm sintomas característicos. O sopro abdominal pode ser indicador de estenose da artéria renal, um estreitamento das artérias que irrigam os rins, enquanto a baixa pressão arterial nas extremidades inferiores e/ou pulsações ausentes ou fracas na artéria femoral podem indicar coarctação da aorta (estreitamento da aorta descendente). Hipertensão instável ou paroxística acompanhada por dores de cabeça, palpitações, palidez e transpiração levantam suspeitas da presença de feocromocitoma.

### Crise hipertensiva

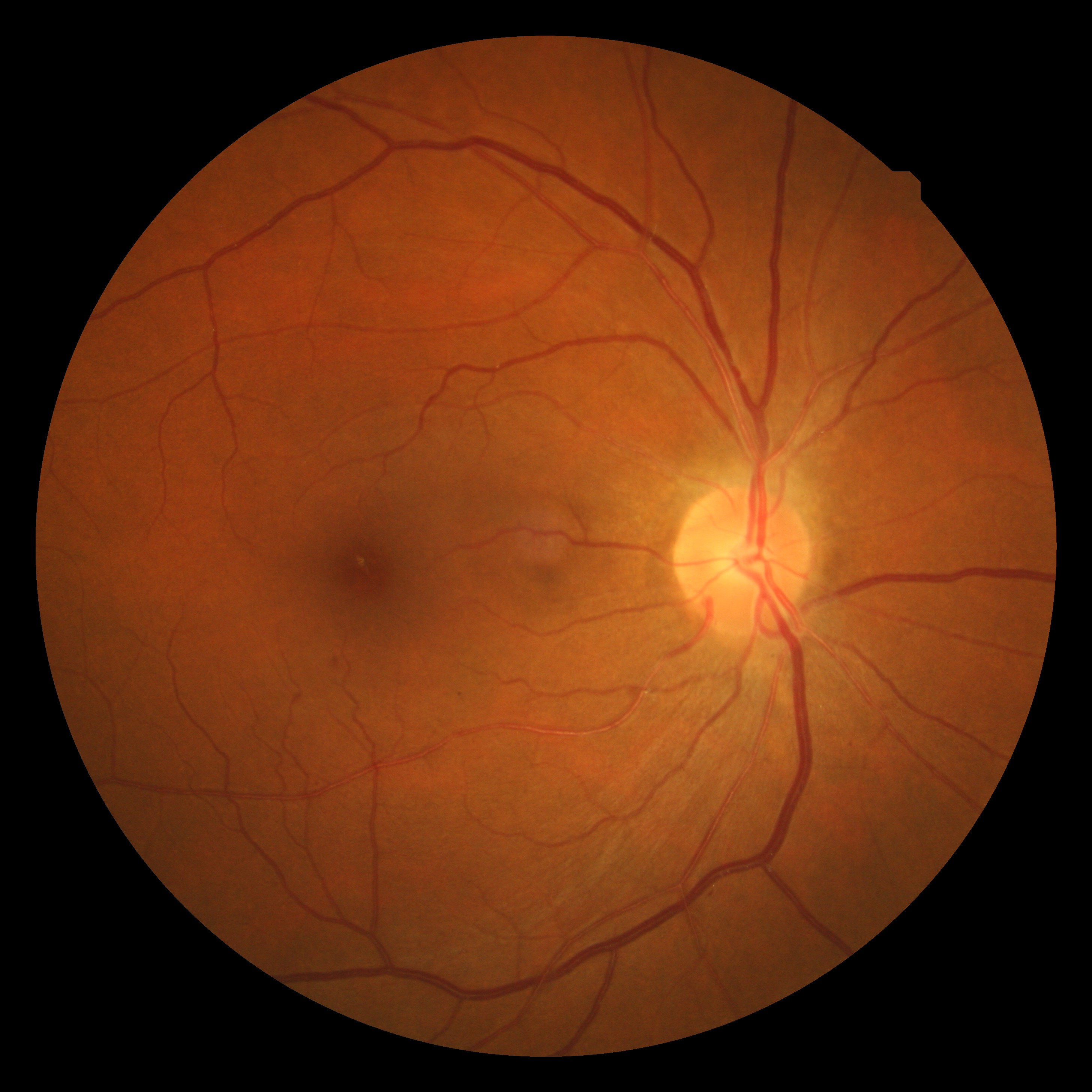
retinopatia hipertensiva.

A pressão arterial muito elevada (diastólica superior a 120 mmHg), de aparecimento súbito, é designada por "crise hipertensiva". A pressão sanguínea acima destes níveis acarreta um risco elevado de complicações.
Urgência hipertensiva é a crise hipertensiva em que não se verifica lesão de órgãos alvo. A maior parte dos indivíduos com crise hipertensiva tem já antecedentes de pressão arterial elevada; no entanto, o aumento súbito pode dever-se a outros factores. Na maior parte dos casos verifica-se que houve controlo incorrecto da doença ou a interrupção na tomada da medicação. Contudo, estas crises aparecem só em 1% dos hipertensos. As causas mais frequentes são: a interrupção da tomada dos medicamentos, doenças vasculares, uso de algumas drogas como, por exemplo, cocaína e anfetaminas, traumatismo craniano, alguns tipos de tumores, glomerulonefrite aguda, eclampsia ou pre-eclampsia. Estes pacientes raramente são assintomáticos, sendo mais susceptíveis de relatar dores de cabeça (22% dos casos), um estado geral de confusão cognitiva, tonturas, distúrbios visuais tais como visão nublada, flashes de luz, diplopia, sensação de falta de ar devido a pré-edema pulmonar.
Emergência hipertensiva é o termo que se aplica à crise hipertensiva quando o aumento brusco da pressão arterial se acompanha de lesão dos órgãos alvo. Anteriormente designada por "hipertensão maligna", é uma crise hipertensiva mais grave, com compromisso de outros órgãos e pode ser diagnosticada mediante a observação de danos diretos nesses órgãos alvo. Raramente se verifica a lesão de órgãos em valores de pressão diastólica inferiores a 130 mmHg. Entre eles, é de referir a:
- Encefalopatia hipertensiva, causada pelo edema (inchaço) e disfunção do cérebro e manifestada através de perturbações da consciência;
- retinopatia hipertensiva com hemorragias e/ou exsudatos no fundo do globo ocular (retinopatia de grau III) e o papiledema (retinopatia de grau IV) da classificação de Keith-Wagener;
- Cardiopatia hipertensiva onde a dor torácica pode ser um sinal de isquemia miocárdica aguda (que pode evoluir para um enfarte do miocárdio) ou por vezes de dissecção da aorta (a laceração da camada interna da parede da aorta);
- Insuficiência do ventrículo esquerdo, (incapacidade do ventrículo esquerdo em bombear o sangue para a aorta o que vai aumentar a pressão na aurícula esquerda e dificultar a drenagem das veias pulmonares para esta cavidade cardíaca;
- Dispneia, sinal de um pré-edema pulmonar, que pode evoluir para um edema pulmonar com tosse e expetoração espumosa acompanhada de fios de sangue e um agravamento da dispneia que obriga a cuidados urgentes como a administração de oxigénio;
- Insuficiência renal aguda (rápida deterioração da função renal).[37]

Nestas situações, é imperativa a redução urgente da pressão arterial de modo a parar o processo de degradação dos órgãos alvo. Se as urgências hipertensivas podem ser tratadas com medicação oral, já as emergências hipertensivas necessitam de um tratamento rápido e eficaz usualmente por via endovenosa pois o paciente está sob um elevado risco de hemorragia cerebral e edema pulmonar mortal. No entanto esta redução deverá ser feita por "patamares" e nunca de uma maneira brusca e abusiva que pode pôr o paciente em estado de choque por hipotensão; esta é uma das razões da introdução de medicamentos por via endovenosa pois permite regular a velocidade de administração e subsequentemente e descida progressiva da pressão arterial.

### Durante a gravidez
A hipertensão manifesta-se em cerca de 8 a 10% dos casos de gravidez. Na maior parte casos de hipertensão durante a gravidez já existia uma hipertensão arterial primária prévia. A pressão arterial elevada durante a gravidez pode ser o primeiro sintoma de pré-eclampsia, um estado grave que pode ocorrer durante a segunda metade da gravidez e durante o período puerpério (período pós-parto que dura cerca de seis semanas, até o útero recuperar as suas dimensões normais). A pré-eclampsia, primeira fase da toxémia gravídica conhecida de longa data, e de etiologia ainda desconhecida, caracteriza-se pela subida da pressão arterial, pela presença de proteínas na urina e edema. Ocorre em cerca de 5% das gravidezes e é responsável por cerca de 16% da mortalidade materna a nível mundial. Esta patologia duplica também o risco de mortalidade perinatal. Geralmente a doença, no início, não tem sintomas específicos e é detectada através de exames de rotina. Quando os sintomas se manifestam, verificam-se normalmente cefaleias (dores de cabeça), distúrbios da visão (frequentemente flashes de luz), vómitos, dores epigástrias e edemas. No que se refere ao edema é frequente o seu aparecimento na face e mãos, localização que é mais habitual nas doenças renais (sinal semiológico que faz o médico suspeitar de uma causa renal, em presença desta localização do edema). Pode por vezes evoluir para a segunda fase da toxémia gravídica, um estado grave, com risco de vida, designado eclampsia, que constitui uma emergência hipertensiva e envolve várias complicações graves como perda de visão, edema cerebral, convulsões, insuficiência renal, edema pulmonar e coagulação intravascular disseminada (CIVD). Esta última situação, também chamada de coagulopatia de consumo, caracteriza-se pela presença de tromboses principalmente dos pequenos vasos, hemorragias, petéquias (pequenas hemorragias cutâneas), e evolução rápida para o coma por falência de múltiplos órgãos como os rins, fígado e cérebro. A paciente nesta situação só se salva se for tratada muito precocemente antes de estabelecido o círculo vicioso trombose-hemólise-trombose. A descrição desta situação clínica, feita por Pritchard em 1954 difere um pouco da CIVD clássica e assemelha-se mais à anemia hemolítica microangiopática. Em 1982 Louis Weinstein denominou de síndrome HELLP, acrónimo que reúne as primeiras letras de cada um dos principais sinais laboratoriais em inglês, (Hemolysis, Elevated Liver enzymes, Low Platelet count) a tríade que descreve rapidamente a síndrome laboratorial que acompanha a eclâmpsia no auge da sua gravidade.

### Durante a infância
Em recém-nascidos e bebés, sintomas como a dificuldade de crescimento, convulsões, irritabilidade, fadiga e síndrome da angústia respiratória do recém-nascido podem estar associados à hipertensão. Mais tarde, em crianças, a hipertensão pode levar a dores de cabeça frequentes, irritabilidade sem causa aparente, fadiga, dificuldade de crescimento, visão turva, hemorragia nasal ou paralisia facial.

## Causas

### Hipertensão arterial primária
A hipertensão arterial primária, essencial, ou idiopática, é a forma mais comum de hipertensão, contabilizando 90 a 95% de todos os casos da doença. Em praticamente todas as sociedades contemporâneas a pressão arterial aumenta a par do envelhecimento, o que é fisiológico e relacionado com o aumento de rigidez da parede arterial.
A hipertensão essencial é consequência de uma interação complexa entre genes e fatores ambientais nomeadamente o consumo de sal.
Entre os maus hábitos que contribuem para o aumento da pressão arterial estão o consumo de muito sal na dieta. Ainda não é conclusiva a possível influência de outros factores como o stress, o consumo de cafeína ou a insuficiência de vitamina D.
Pensa-se que a resistência à insulina, comum em casos de obesidade e um dos componentes da síndrome metabólica, contribua também para a hipertensão. Investigações recentes têm vindo a responsabilizar alguns acontecimentos ocorridos durante o início da vida, como o baixo peso à nascença, o tabagismo durante a gravidez e a ausência de amamentação considerando-os factores de risco para a hipertensão primária na idade adulta, embora os mecanismos exactos dessa relação continuem por esclarecer.

### Hipertensão arterial secundária
A hipertensão arterial secundária é consequência de uma causa identificável. As doenças renais são a causa mais comum de hipertensão secundária, ocupando lugar de destaque a estenose da artéria renal, a par de transtornos endócrinos como a síndrome de Cushing, o hipertiroidismo, o hipotiroidismo, a acromegalia, o hiperaldosteronismo primário ou síndrome de Conn, o hiperparatiroidismo e tumores como os para-gangliomas e os feocromocitomas. Na coartação da aorta a hipertensão arterial existe unicamente acima do nível da coartação, havendo hipotensão nos membros inferiores. Entre as outras possíveis causas encontra-se a obesidade, a apneia do sono, a gravidez, o consumo excessivo de alcaçuz e o uso de determinados medicamentos tais como:
- Corticóides: Mineralocorticóides, Glicocorticóides, Esteróides sexuais;
- Anti-inflamatórios não esteróides;
- Drogas de ação sobre o sistema nervoso simpático: Glucagon, cocaína, Anorexígenos, Descongestionantes, Antitússicos, Sibutramina, Bromocriptina, Clozapina, Dissulfiran, Ioimbina;
- Antidepressivos: Inibidores da monoamino oxidase, Antidepressivos tricíclicos, Agonistas serotoninérgicos;
- Anestésicos e Narcóticos: Quetamina, Desflurano, Naloxona, Sevoflurano;
- Miscelânea (outras drogas): Ciclosporina, Tacrolimus, Eritropoietina recombinante humana Anti-retrovirais, Etanol, cafeína, Chumbo, Cádmio, Arsénico.

A hipertensão hipercaliémica familiar, conhecida por síndrome de Gordon ou pseudo-hipoaldosteronismo do tipo II, é uma forma muito rara de hipertensão arterial, autossômica dominante, caracterizada por hipercaliémia, acidose metabólica com hiperclorémia e função renal normal, tendo servido de base aos os primeiros estudos genéticos da hipertensão arterial.

## Fisiopatologia

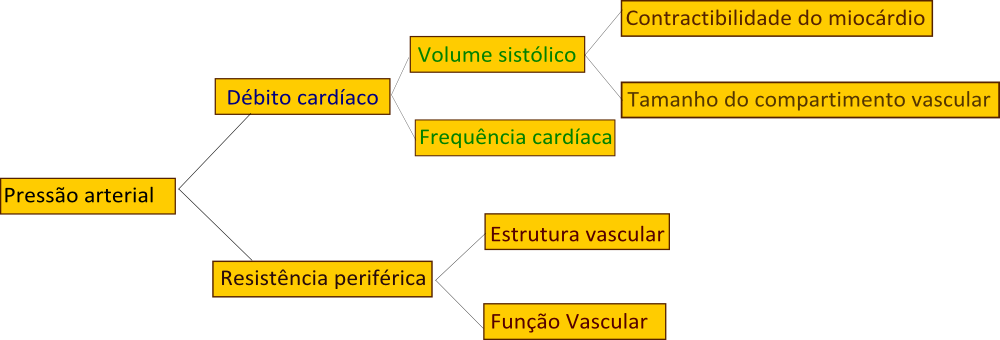
Diagrama explicativo dos factores que afectam a pressão arterial.

### Aumento das resistências periféricas
Na maior parte dos indivíduos com hipertensão primária, o aumento da resistência periférica total é o primum movens do aumento da pressão sanguínea mantendo-se o débito cardíaco normal.
Alguns jovens com pré-hipertensão têm débito cardíaco elevado, frequência cardíaca elevada e resistências periféricas normais, o que é denominado por "hipertensão periférica hipercinética". Esta situação enquadra-se dentro da "síndrome hipercinético" cardiovascular e normalmente está relacionado com a ansiedade, sobretudo no adolescente. É ainda motivo de controvérsia se este padrão é comum ou não a todas as pessoas que vêm eventualmente a desenvolver hipertensão. O aumento da resistência periférica total em casos onde a hipertensão está já implementada é geralmente atribuído à vasoconstrição das pequenas e médias artérias e arteríolas.
A pressão de pulso (a diferença entre pressão sanguínea sistólica e diastólica) aumenta frequentemente em pessoas idosas com hipertensão. Isto significa que a pressão sistólica está elevada, enquanto a pressão diastólica se mantém normal ou baixa e é habitualmente designada por hipertensão sistólica. A pressão de pulso elevada nos idosos com hipertensão ou hipertensão sistólica isolada pode ser explicada pelo enrijecimento das artérias, que normalmente acompanha o processo de envelhecimento, mas deve ser sublinhado que um paciente com insuficiência aórtica tem uma diminuição da pressão diastólica o que leva a um aumento da pressão do pulso sem hipertensão.

#### Noções de hemodinâmica
De modo simplificado, a dinâmica do sangue dentro de um vaso segue exactamente os mesmos princípios da dinâmica dos fluidos. Assim o fluxo de sangue numa artéria reger-se-ia pela equação {\displaystyle Q={\frac {(P_{1}-P_{2})}{R}}} sendo {\displaystyle {Q}} o débito, {\displaystyle {R}} a resistência ao fluxo, {\displaystyle {P}_{1}} e {\displaystyle {P}_{2}} as pressões na origem e na extremidade da artéria, respectivamente.
Chamemos de {\displaystyle {\triangle }{P}} o valor {\displaystyle {P}_{1}-{P}_{2}}. O mesmo é dizer que {\displaystyle {\triangle }}{\displaystyle {P}} = {\displaystyle {Q}} {\displaystyle \times } {\displaystyle {R}} ou seja, o gradiente de pressão é directamente proporcional à resistência que, no caso da circulação sistémica, seria a resistência periférica total. Se forem introduzidas as variáveis viscosidade do sangue ({\displaystyle {\eta }}), raio ({\displaystyle {r}}) e comprimento do vaso ({\displaystyle {l}}), encontramos a lei de Poiseuille {\displaystyle Q={\frac {P\pi r^{4}}{8l\eta }}} ou {\displaystyle \Delta P={\frac {8\eta lQ}{\pi r^{4}}}}.
Daqui se evidencia que a resistência é inversamente proporcional ao raio do vaso. Também é de salientar que a influência do raio do vaso é elevada à quarta potência ({\displaystyle {r}}4) o que ajuda a compreender a facilidade com que qualquer influência sobre o raio faz aumentar ou diminuir a pressão. Por outro lado, o débito cardíaco {\displaystyle {Q}} é o produto do volume de sangue ejectado ("stroke volume" no diagrama) a cada contração cardíaca pela frequência cardíaca. A resistência vascular depende directamente da estrutura vascular, isto é, do estado da parede arterial e das suas propriedades contráteis (noção importante quando se está a avaliar a pressão arterial de pessoas idosas).

### Mecanismos
Têm sido propostos vários mecanismos que explicam o aumento das resistências periféricas na hipertensão: A falência da atuação dos baroreceptores, as anomalias de funcionamento do sistema nervoso simpático, e a retenção de sódio e vasoconstrição pelo Sistema renina-angiotensina-aldosterona e as causas de origem genética.

#### Falência da atuação dos baroreceptores
Os baroreceptores são sensores do tipo mecanorreceptores, localizados nos vasos, que captam a pressão média no seu interior e enviam mensagens ao cérebro de modo a baixar ou aumentar a pressão mantendo-a nos níveis considerados habituais para o indivíduo em causa. O cérebro, mais precisamente o núcleo do trato solitário no bulbo raquidiano responde, via sistema nervoso autónomo, influenciando o débito cardíaco mas sobretudo as resistências periféricas. Atuam assim de imediato, como uma parte de um mecanismo de feedback negativo mais propriamente chamado baroreflexo. São um importante mecanismo de regulação rápida da pressão arterial. Por vezes esta regulação é "exagerada" como no exemplo clássico das crises hipotensivas. O paciente sofre uma brusca descida de tensão arterial, podendo mesmo desmaiar, o baroreflexo atua e uns minutos depois encontramos tensão arterial 160/110 por exemplo, o que pode induzir num erro diagnóstico de hipertensão. Outro exemplo da sua atuação é na hipotensão ortostática: quando passamos da posição de decúbito para o ortostatismo, a força da gravidade e a pressão ortostática fazem com que haja um afluxo súbito de sangue para as regiões de declive com diminuição secundária a nível cerebral. No adulto jovem o baroreflexo atua rapidamente quando o indivíduo passa da posição de decúbito para o ortostatismo e não há sintomatologia. Mas na pessoa idosa, o baroreflexo é mais lento e é frequente a sensação de tontura ou desequilíbrio com estas bruscas mudanças de posição. Quando a hipertensão se estabelece e fica um longo período sem ser diagnosticada e tratada, os baroreceptores estabelecem os novos valores como sendo os "normais", dificultando por vezes o início do tratamento e podendo estar relacionados com a crise hipertensiva quando o paciente suspende bruscamente a medicação. Pelo mesmo mecanismo, se a hipertensão for detectada no início, com o tratamento os baroreceptores fazem um "reset" e é frequente, passado algum tempo, o paciente necessitar de menos medicação e progressivamente suspendê-la.

#### Anomalias de funcionamento do sistema nervoso simpático (SNS)
Os efeitos reguladores da atividade simpática renal, sobre a produção de renina, a filtração glomerular e a reabsorção tubular do sódio, são hoje bem conhecidos. Mesmo os níveis que não são suficientes para provocar vasoconstrição, aumentam a secreção de renina e a retenção de sódio. O stress, que se acompanha de estimulação simpática, é um factor de peso para o aumento da pressão arterial sobretudo diastólica (reflexo do aumento das resistências periféricas). Assim o sistema nervoso simpático tem um efeito desencadeador não só diretamente a nível vascular mas também, de modo indireto estimulando o sistema renina-angiotensina. Muito se tem discutido sobre a ação deste sistema. Todos os estudos apontam para a ação predominante do SNS  na fisiopatologia da hipertensão por intermédio do sistema renina-angiotensina-aldosterona e não, exclusivamente, por uma ação direta isoloada.

#### Sistema renina-angiotensina-aldosterona

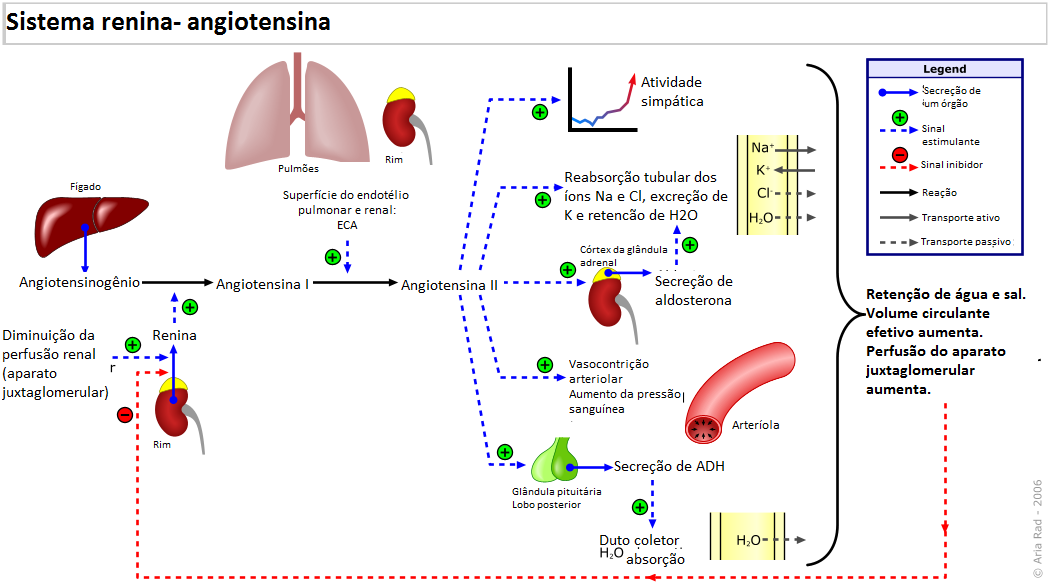
Sistema renina-angiotensina-aldosterona

A maior parte das evidências apontam para este mecanismo do Sistema renina-angiotensina-aldosterona como o responsável pelo aparecimento da hipertensão, via retenção de sódio e vasoconstrição. Este sistema é uma cascata hormonal, envolvendo péptidos, enzimas e recetores e cuja ação se manifesta no controlo da pressão arterial, do equilíbrio hidroeletrolítico e da volémia. A renina, primeiro interveniente nesta cascata, foi descoberta em 1898, por Robert Tigerstedt e Per Bergman. Desde então, a investigação não parou mas foram necessários cerca de 50 anos para que os outros intervenientes neste complexo sistema fossem descobertos e conduzissem ao conhecimento e às consequências terapêuticas.
Os principais intervenientes neste sistema são o angiotensinogénio, a renina, a angiotensina I, a enzima de conversão da angiotensina (ECA) e a angiotensina II. O angiotensinogénio é uma α-2 globulina produzida pelo fígado. A renina, produzida no aparelho justaglomerular do rim como uma pré-hormana (a pré-renina), é ativada pela perda do seu péptido N-terminal. Vai então atuar sobre o angiotensinogénio destacando o péptido terminal e originando assim a angiotensina I, que é inativa. Entra então em ação o enzima de conversão da angiotensina, produzida pelo epitélio vascular renal e pulmonar principalmente, que atua sobre a angiotensina I e a transforma em angiotensina II, péptido biologicamente ativo. Este péptido liga-se a pelo menos quatro tipos de recetores, sendo os melhor estudados os recetores de tipo 1: receptor AT1. Ao ligar-se ao recetor, a angiotensina I provoca vasoconstrição. Mas esta interligação não origina só vasoconstrição. Outros efeitos deletérios foram também referenciados como aumento da reabsorção do Na+ pelo rim, inflamação, stress oxidativo, efeitos sobre o coração com aumento do inotropismo, aumento da proliferação celular com hipertrofia ventricular esquerda, aumento da produção de aldosterona e de ADH por interferência no córtex suprarenal e no sistema nervoso central, respectivamente. Todo este complexo sistema é autorregulado com um sistema de feedback impressionante: assim a produção de renina é estimulada pela diminuição da concentração de cloreto de sódio, o aumento de atividade simpática, a diminuição da pressão arterial com diminuição da pressão de perfusão renal e estimulação dos baroreceptores. A presença de uma quantidade aumentada de angiotensina I junto do aparelho justaglomerular tem uma ação inibidora da formação de renina. Por sua vez, a produção de angiotensinogénio é estimulada por estrogénios, glicocorticóides e citocinas inflamatórias como a interleucina-1.

#### Causas de origem genética
A alteração mais simples e mais frequente a nível do DNA é o polimorfismo de nucleotídeo único (SNP) que consiste na a troca de um par de bases do DNA. Isto pode originar a troca de um aminoácido na proteína codificada pelo gene, com possível alteração nos mecanismos de controle da pressão arterial. Este tipo de variação genética é considerada atualmente como uma das causas da predisposição individual para uma determinada doença. Os fatores ambientais, associados a este substrato genético polimórfico, vão conferir a predisposição de cada indivíduo a desenvolver ou não uma patologia de causa multifatorial como é o caso da hipertensão arterial. Foram identificados cerca de 150 genes, separados por classes funcionais, relacionados com a hipertensão. O SNP e outros tipos de alterações nestes genes estão sendo intensamente investigados. Pouco se sabe sobre os genes envolvidos na regulação da pressão arterial. As evidências sugerem que 30% dos casos são devidos a hereditariedade. Os genes que regulam o complexo sistema renina-angiotensina são alvo de estudos recentes. Segundo alguns trabalhos, o SNP do gene regulador da formação de angiotensinogénio (AGT) está associado com o aumento plasmático desta substância e com níveis tensionais mais altos nos pacientes portadores desta mutação, porém especula-se ainda sobre a ação destes e dos genes que regulam os receptores da angiotensina II de tipo 1 (AGT1R) e os receptores da angiotensina II do tipo 2 (AGT2R). O gene da enzima de conversão da angiotensina está um pouco melhor estudado e o seu SNP está relacionado com os níveis plasmáticos da referida enzima.
Têm vindo a ser identificados outros genes comuns capazes de efectuar alterações na pressão sanguínea; os genes CYP3A5 e ABCB1 interatuam sobre a pressão arterial e o seu efeito é modificado pelo consumo de sal. Alguns trabalhos também sugerem que o efeito do gene ABCB1 no controlo da pressão arterial parece estar ligado à interacção do sistema renina-angiotensina com o sódio. Alguns estudos chegaram à conclusão que a glicoproteína-P (PGP em inglês) e o gene CYP3A5 interactuam um com o outro. A hipertensão é assim considerada como uma doença crónica, poligénica e multifactorial, em que as alterações genéticas ainda não estão estabelecidas mas tudo leva a crer que interatuem com os factores ambientais para que a patologia se manifeste ou não.

## Diagnóstico
| Sistema     | Exames                                                                                        |
| ----------- | --------------------------------------------------------------------------------------------- |
| Urinário    | Análise microscópica da urina, proteinúria, dosagem do azoto ureico e da creatinina no sangue |
| Endócrino   | Dosagem de sódio, potássio, cálcio, TSH (hormona estimulante da tiróide).                     |
| Metabolismo | Glicémia, colesterol total, colesterol HDL e LDL, triglicéridos.                              |
| Outros      | Hemograma, electrocardiograma, e radiografia do tórax                                         |
| Fontes:     |                                                                                               |

O diagnóstico de hipertensão faz-se na presença de pressão sanguínea elevada e persistente. Tradicionalmente, isto implica três medições com esfigmomanómetro efectuadas em consultório médico, depois de o doente estar em repouso pelo menos 10 minutos, efectuadas em posição sentada e repetidas com um intervalo a considerar consoante a gravidade do aumento de pressão arterial, se tal for o caso. No caso de se tratar de uma hipertensão limite, o intervalo poderá ser de um mês. Nos casos se hipertensão severa o doente deverá ser imediatamente medicado. De modo a evitar o "efeito bata branca" em que por ansiedade a pressão arterial aumenta em presença do médico, poderá ser facultada a medição da pressão arterial em casa, com medições a várias horas do dia, sempre após os 10 minutos de repouso. O paciente fará assim um mapping  durante 3 a 7 dias que será avaliado pelo seu médico assistente. As medições deverão no primeiro dia ser efectuadas nos dois braços, e se houver uma diferença de mais de 20 mmHg na pressão sistólica, as medições seguintes serão sempre efectuadas no braço com pressão mais alta. Em caso contrário será sempre escolhido o braço direito, pois antes de chegar às artérias do lado esquerdo já foi alimentado o braço direito e o cérebro e a pressão será assim discretamente mais baixa do lado esquerdo. O diagnóstico inicial de hipertensão deve também considerar um exame físico e todo o historial médico do paciente. A pseudohipertensão entre os idosos pode também ser um factor a considerar no diagnóstico. Esta situação deve-se à calcificação das artérias, o que resulta em níveis de leitura anormalmente elevados no esfigmomanómetro enquanto que as medições intra-arteriais são normais. Não esquecer que o processo de endurecimento das paredes das artérias é progressivo com o envelhecimento  e o aumento de pressão arterial sistólica com a idade também será progressivo sem que isto signifique hipertensão arterial. Estes dados desafiam o consenso actual, muito rígido nos critérios de hipertensão arterial acima dos 70 anos.
Uma vez completo o diagnóstico da hipertensão, o médico pode tentar identificar a causa com base em outros sintomas eventuais. A hipertensão secundária é mais comum na infância e adolescência, sendo na maior parte dos casos causada por doenças renais. A hipertensão primária é mais comum entre adultos e corresponde a múltiplos factores de risco, incluindo obesidade, hábitos alimentares em que predomina o excesso de sal, o consumo diário de águas ricas em cloreto de sódio e antecedentes familiares. Podem também ser realizados exames de laboratório de modo a identificar possíveis causas de hipertensão secundária, e determinar também se a hipertensão já causou danos no coração, olhos ou rins. Também são normalmente realizados exames complementares para a diabetes e colestrol elevado, uma vez que ambos são factores adicionais de risco para a eventualidade de uma doença cardiovascular e podem requerer tratamento complementar.
A creatinina no soro é medida com o intuito de despistar a eventual presença de doenças renais, que podem ser tanto causa como consequência da hipertensão. A creatinina do soro por si só pode sobrestimar a taxa de filtração glomerular (TFG), e orientações recentes têm indicado o uso de equações preditivas para avaliar correctamente a taxa. A TFG indica também uma medida base da função renal que pode ser usada para monitorizar efeitos secundários nos rins de determinados fármacos anti-hipertensivos. Para além disso, detecção de proteínas em amostras de urina é usada como indicador secundário de eventuais doenças renais. É feito também um electrocardiograma (ECG) de modo a revelar eventuais indícios de que o coração esteja a ser submetido a um esforço adicional devido à pressão arterial elevada. Pode também mostrar se existe ou não uma hipertrofia do ventrículo esquerdo ou se o coração foi já sujeito a um distúrbio menor, como por exemplo um enfarte silencioso. Pode ainda ser realizada uma radiografia torácica ou um ecocardiograma de modo a verificar sinais indicadores de um eventual aumento ou danos no coração.

## Prevenção
A maior parte das complicações que a pressão arterial elevada acarreta é experienciada por indivíduos que não estão diagnosticados como hipertensos. Deste modo, torna-se necessária a adopção de estratégias de redução das consequências da pressão arterial elevada e reduzir a necessidade de terapias à base de fármacos anti-hipertensivos. Antes de se iniciar qualquer tratamento, recomenda-se alterações do estilo de vida de modo a reduzir a pressão arterial. Como meio de prevenção primária da hipertensão, as orientações de 2004 da Sociedade Britânica de Hipertensão, em consonância com as definidas já pelo Programa Educativo para a Alta Pressão Sanguínea dos Estados Unidos em 2002 recomendam as seguintes alterações ao estilo de vida:
- manter o peso normal em adulto (i.e. índice de massa corporal de 20–25 kg/m2);
- reduzir o consumo de sódio para <100 mmol/ dia (<6 g de cloreto de sódio ou <2,4 g de sódio por dia);
- praticar actividade física aeróbica de forma regular, como caminhar a pé (≥30 min por dia, a maior parte dos dias da semana);
- limitar o consumo de álcool a 3 unidades por dia em homens e 2 unidades por dia em mulheres;
- manter uma dieta rica em fruta e vegetais (pelo menos cinco porções por dia).

As alterações dos hábitos e estilo de vida, quando feitas correctamente, podem baixar a pressão arterial para valores idênticos aos obtidos com medicação. A combinação de duas ou mais alterações pode produzir resultados ainda melhores.
Com a evolução da investigação sobre a genética da hipertensão arterial será possível no futuro estudar geneticamente a população, detetar os fatores de risco geneticamente relacionados com a doença e fazer a profilaxia desta.

## Tratamento

### Alterações no estilo de vida
A primeira forma do tratamento da hipertensão é idêntica às alterações no estilo de vida recomendadas na prevenção e incluem: alterações na dieta, exercício físico, e controle do peso. Todas estas medidas têm demonstrado reduzir de forma significativa a pressão arterial em indivíduos hipertensos. No entanto, se a pressão for tão elevada que justifique o uso imediato de medicamentos, as alterações dos hábitos de vida continuam a ser recomendadas em conjunto com a medicação. Tem-se publicitado vários programas de redução da hipertensão arterial através da redução do stress psicológico, como técnicas de relaxamento, meditação ou biofeedback. No entanto, as alegações de eficácia quase nunca são confirmadas por estudos científicos, e os poucos que existem são de qualidade e metodologia duvidosa.
A alteração dos hábitos alimentares, como a adopção de uma dieta de baixo teor de sal, é benéfica. Está demonstrado que uma dieta com pouco sal durante um período de apenas quatro semanas, oferece benefícios tanto em hipertensos como em pessoas com pressão arterial regular. De igual modo, está também demonstrado que uma dieta rica em frutos secos, cereais integrais, peixe, carne branca, frutas e vegetais, diminui de forma significativa a pressão arterial. Uma das principais vantagens da dieta é diminuir o consumo de sódio, embora seja rica em potássio, magnésio, cálcio e proteínas.

### Medicação
Estão disponíveis várias classes de fármacos para o tratamento da hipertensão, referidos em conjunto como anti-hipertensivos. A prescrição deve considerar sempre o risco cardiovascular do paciente (incluindo o risco de enfarte do miocárdio e acidente vascular cerebral) e os valores de pressão arterial medidos, de forma a obter um perfil cardiovascular preciso do paciente. Caso seja dado início ao tratamento com medicamentos, o JNC7 recomenda que o médico não só monitorize a resposta do paciente à medicação, como identifique os efeitos secundários que possam vir a ocorrer. Segundo o relatório JNC7, a redução da pressão arterial em apenas 5 mmHg pode reduzir o risco de um AVC em 34%, de cardiopatia isquémica em 21%, e a probabilidade de vir a sofrer de demência, insuficiência cardíaca e do risco de morte por doença cardiovascular. O objectivo do tratamento deve ser reduzir a pressão arterial para valores iguais ou inferiores a 140/90 mmHg na maior parte dos indivíduos (tendo em conta a idade e a rigidez ou mesmo calcificação da parede arterial) e inferiores nos que sofrem de diabetes ou de doenças renais (alguns profissionais recomendam a manutenção de valores inferiores a 120/80 mmHg) porém tendo sempre em conta cada caso em particular. Caso não se consiga atingir este objectivo, deve ser realizada uma alteração no tratamento, já que a inércia clínica é um claro impedimento do controlo da pressão arterial.
As orientações para a selecção de fármacos e a determinação da melhor forma de tratar vários subgrupos têm mudado ao longo dos anos e entre os próprios países. O melhor fármaco de primeira linha é ainda controverso. As orientações da Colaboração Cochrane, da Organização Mundial de Saúde, as Guideline americanas, as do Reino Unido, as VI Diretrizes Brasileiras de Hipertensão, variam muito sobre qual o medicamento de primeira linha a usar no tratamento da hipertensão, mas são unânimes na utilização dos inibidores da enzima de conversão da angiotensina (IECAs) e/ou dos antagonistas dos receptores da angiotensina II (ARAs). No Japão e no Canadá é aceitável começar o tratamento com qualquer uma das seis classes de medicamentos, que incluem IECAs, Bloqueador dos canais de cálcio, diuréticos, bloqueadores beta e bloqueadores alfa, se bem que no Canadá os bloqueadores alfa estão excluídos. Vemos assim que as opiniões divergem muito e o médico assistente do paciente ou o cardiologista deverá avaliar cada caso de modo a decidir qual a melhor terapêutica para o seu paciente.
Os antagonistas dos receptores da angiotensina IIs,  provaram ser excelentes medicamentos para um controlo inicial da hipertensão arterial e são muito eficazes quando associados aos IECAs, em muitas das hipertensões até então consideradas resistentes, em casos de insuficiência renal ou cardíaca. Os bloqueadores do cálcio provocam com muita frequência edemas dos membros inferiores que podem chegar ao estádio de eritromelalgia e são pouco aconselháveis nos idosos cuja mobilidade está diminuída e no adulto jovem em presença de insuficiência venosa dos membros inferiores. Os diuréticos têm um papel predominante assim como os beta-bloqueantes.
Recentemente, os inibidores diretos da renina, dos quais o alisquireno é o único disponível, são promissores, podem ser úteis quando outros bloqueadores falharam, porém estão ainda em fase experimental, não se conhecendo as suas contra-indicações nem os eventuais efeitos secundários. Estão obviamente contra-indicados na gravidez e não se conhecendo os efeitos colaterais também não se pode conhecer as interações medicamentosas. Há estudos que demonstram a potencialização do efeito quando administrados conjuntamente com os diuréticos, os IECAs e os antagonistas dos receptores da angiotensina IIs  porém é ainda muito cedo para tirar conclusões e usá-los na clínica diária, sobretudo em pacientes com outras patologias tomando medicação diferente da anti-hipertensiva.

#### Combinação de fármacos
A maioria dos pacientes necessita de mais do que um fármaco para controlar a hipertensão. As orientações da JNC7 e ESH sugerem iniciar o tratamento com dois fármacos quando a pressão arterial for superior ao objectivo pretendido em 20 mmHg (160 mmHg)para a sistólica e 10 mmHg (99 mmHg) para a diastólica. As combinações sugeridas são inibidor do sistema renina-angiotensina-aldosterona com diuréticos ou inibidores do sistema renina-angiotensina com bloqueadores dos canais de cálcio. As combinações aceitáveis são antagonistas dos receptores da angiotensina IIs+IECAs, antagonistas dos receptores da angiotensina IIs ou IECAs+ Bloqueadores beta; se necessário juntar a estas duplas terapêuticas um diurético. As associações de bloqueadores dos canais de cálcio com diuréticos, bloqueadores de canais de cálcio à base de di-hidropiridina com bloqueadores beta, ou bloqueadores dos canais de cálcio à base de di-hidropiridina com diltiazem são menos eficazes e acompanham-se de efeitos colaterais já mencionados.
As combinações inaceitáveis são o triplo bloqueio, por exemplo, antagonistas dos receptores da angiotensina IIs + IECAs + beta bloqueadores.
Devido ao elevado risco de insuficiência renal aguda, deve ser evitada sempre que possível a combinação de um inibidor da enzima de conversão da angiotensina ou antagonista do receptor da angiotensina II com anti-inflamatórios não esteróides, sobretudo inibidores selectivos da COX-2 ou medicamentos de venda livre como o ibuprofeno. Estão disponíveis no mercado embalagens com combinações fixas de duas classes de fármacos que, embora possíveis de usar por qualquer pessoa, devem ser reservados para aqueles que já tenham sido sujeitos a uma terapêutica à base de um fármaco único.
Após exclusão de arteriopatia com calcificações da parede arterial, que falseiam a medição correcta  da pressão arterial, a hipertensão classifica-se como "resistente" quando a medicação se mostra incapaz de a diminuir para níveis normais.

### Em idosos
Embora a OMS (Organização Mundial de Saúde) considere idoso todo o indivíduo com mais de 60 anos, o termo "velho" está mais relacionado com o estado fisiológico do que com o cronológico e só a partir dos 65 anos, em termos de fisiologia, o adulto passa a ser englobado verdadeiramente na medicina geriátrica. Mas mesmo em geriatria, as particularidades de um paciente com setenta anos serão muito diferentes do paciente com 85 anos mesmo que ambos sejam saudáveis ou tenham a mesma patologia. Isto deve-se ao envelhecimento dos órgãos chave que manipulam os medicamentos (fígado e rins principalmente).
 O tratamento da hipertensão moderada ou grave em indivíduos com setenta anos ou mais contribui para a redução da mortalidade e da percentagem dessa mortalidade associada a doenças cardiovasculares. Existem poucos estudos que levam em conta indivíduos com idade superior a 80 anos, mas uma revisão recente concluiu que o tratamento da hipertensão diminui o número de indivíduos afectados e de mortes por doenças cardiovasculares, embora tal não reduza de forma significativa o número total de mortes.
O valor aceitável de pressão arterial em indivíduos com mais de 74 anos, é discretamente mais elevado, 150/90 mmHg, isto porque tem que se ter em atenção a rigidez da parede arterial (normal na pessoa idosa). Vejamos porquê: quando medimos a pressão arterial máxima, o valor que obtemos é a pressão existente dentro da artéria (pressão do sangue) adicionado à pressão necessária para colapsar a parede arterial. Este último valor é desprezível quando se trata de um adulto jovem sem artériopatia. Já o mesmo não acontece na pessoa idosa onde a rigidez da parede arterial, própria da idade torna este valor significativo. Além disso, havendo um aumento das resistências cerebrais (fisiológico na pessoa idosa) é necessária uma pressão máxima um pouco mais elevada para que a irrigação cerebral seja feita correctamente. Se tratarmos uma pessoa idosa como a intenção de mantermos a sua pressão arterial sistólica a menos de 140 mmHg essa pessoa irá fazer hipotensão ortostática, hipotensão após as refeições, hipotensão com queda muito frequente ao levantar-se a meio da noite para urinar (como tantas vezes acontece). Mais de 30% dos idosos caem cada ano e em cerca de 10% a intervenção cirúrgica é necessária. Nestes pacientes é fácil termos uma ideia do estado arterial pela palpação das artérias dos membros superiores sobretudo a nível da prega do cotovelo. A artéria humeral, de parede rija e muitas vezes calcificada, é sentida como um cordão duro debaixo dos dedos do médico. Os cuidados a ter no tratamento da pessoa idosa estão bem regulamentados em vários países, com base nos estudos que têm sido efetuados e publicados, sobretudo com base nos critérios de Beers.
O tratamento deve ser muito cauteloso: Segundo Chobanian, o melhor será começar com um IECA ou com um inibidor dos receptores da angiotensina, cujos efeitos colaterais são pequenos, salvo existência de patologias paralelas. Os diuréticos serão utilizados se necessário mas não deve ser esquecido que a pessoa idosa bebe pouca água e desidrata facilmente sobretudo durante o verão; além disso facilmente perdem potássio. Se excluirmos esta situação e se uma monitorização do potássio sérico for feita, os diuréticos da classe das tiazidas podem ser utilizados como drogas de primeira linha no tratamento da hipertensão arterial do idoso. Quanto aos bloqueadores dos canais de cálcio, o seu uso deverá ser ponderado na medida em que estes medicamentos provocam um "pooling" venoso importante com edema dos membros inferiores, com a agravante de que estes pacientes andam pouco e o trabalho dos músculos das pernas não contribui para a drenagem do sistema venoso. Além disso os bloqueadores dos canais de cálcio com mais efeito vasodilatador (Dihidropiridinas) podem provocar taquicardias, taquiarritmias e aumentam assim o consumo de oxigénio pelo miocárdio, podendo agravar uma doença coronária preexistente.

### Hipertensão resistente

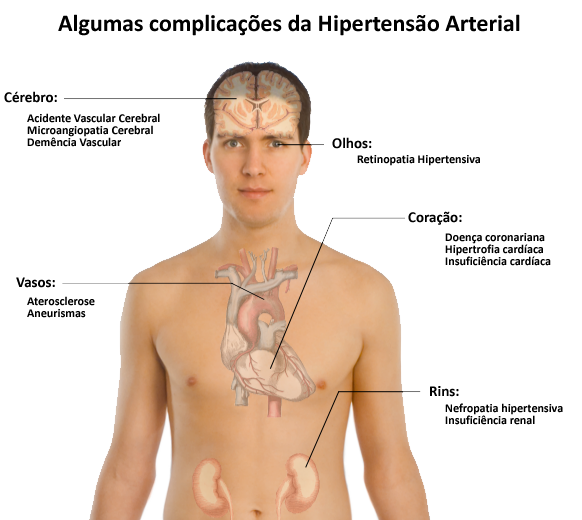
A repercussão da hipertensão arterial nos diferentes órgãos

Depois de excluir a hipótese de o doente ter as suas artérias calcificadas, como já tem sido presenciado em muitos serviços de cardiologia e nos quais a hipertensão sistólica a 300 mmHg pode ser documentada, define-se hipertensão resistente como a hipertensão que se mantém em valores superiores aos pretendidos apesar do uso combinado de pelo menos três fármacos anti-hipertensivos pertencentes a três classes diferentes de drogas anti-hipertensivas. Têm vindo a ser publicadas orientações para tratamento da hipertensão resistente no Reino Unido e nos Estados Unidos.

## Complicações
A hipertensão é o fator de risco mais importante e evitável nos casos de morte prematura à escala mundial. Aumenta significativamente o risco de cardiopatia isquémica, acidentes vasculares cerebrais, doença arterial periférica, e outras doenças cardiovasculares, incluindo insuficiência cardíaca, aneurisma da aorta, aterosclerose e embolia pulmonar. A hipertensão arterial constitui ainda um fator de risco para a insuficiência renal crónica e para o transtornos cognitivos como perturbações da memória e períodos de confusão e mesmo demência. Outras complicações podem ainda incluir retinopatia hipertensiva e nefropatia hipertensiva.

## Epidemiologia
Numa análise bibliográfica efetuada entre 1998 e 2000, usando Medline, complementada por pesquisa manual, foi feito um estudo estatístico na Universidade de Tulane (Nova Orleães) que chegou à conclusão de que cerca de mil milhões de pessoas sofrem de hipertensão arterial, o que corresponde a 26% da população adulta mundial. No entanto, outros estudos mostram que a taxa varia de região para região, desde taxas de 0% nos Bushmen do deserto do Kalahari (a ausência de sal na alimentação tem sido considerada como uma das razões mas também a alimentação à base de carnes com pouca gordura, ausência de alimentos fritos, etc),  3,4% (homens) e 6,8% (mulheres) na Índia rural, até taxas alarmantes de 34% na população americana, apresentando os adultos afro-americanos as taxas de hipertensão mais altas do mundo (44%). Seguindo as normas de JNC7, foi feito um estudo prospetivo Cortar sobre a taxa de incidência de hipertensão em Portugal, mais precisamente na região do Porto. 300 000 indivíduos foram contactados por telefone no domicílio. A idade mínima de inclusão no estudo foi ≥ 18 anos e a máxima 80 anos, a pressão arterial considerada como hipertensão ≥140/90. Os valores encontrados são impressionantes pois cerca de 40% da população são hipertensos e há uma taxa de incidência de 47,3/1000-ano (cerca de duas vezes mais que na população espanhola). A conclusão deste estudo é: Portugal tem uma taxa de incidência muito alta, a qual aumenta com a idade, a falta de escolaridade e a obesidade. A Polónia também apresenta muito taxas elevadas. A população estudada englobou indivíduos dos 18 aos 93 anos, considerando ≥140/90 como sendo hipertensão.
| Grupos tensionais      |         |            |              |            |
| Grupos tensionais      | mmHg    | 18-35 anos | 35 a 64 anos | 64-90 anos |
| ---------------------- | ------- | ---------- | ------------ | ---------- |
| Normal                 | 90–119  | 33,1%      | 19,6%        | 6,5%       |
| Pré-hipertensão        | 120–139 | 48,2%      | 39,4%        | 24,2%      |
| Hipertensão de grau I  | 140–159 | 16,3%      | 27,7%        | 32,2%      |
| Hipertensão de grau II | ≥160    | 2,4%       | 13,2%        | 37,1%      |

Em zonas de Portugal onde antigamente (há uns 40 anos) se conservava os alimentos no sal, o aparecimento dos congeladores reduziu a incidência da hipertensão nessas zonas. Porém o consumo de sal em algumas regiões é ainda exagerado. Portugal tem o pão mais salgado da Europa! Este estudo efetuado pelo Professor Mário Espiga Macedo reflete de modo excelente a prevalência da hipertensão em Portugal: apesar de a população estudada (5 023 indivíduos)atingir idades compreendidas entre os 18 e os 90 anos, o estudo foi efetuado por grupos etários, dos 18 aos aos 34 anos, dos 35 aos 63 e acima de 64 anos. Os critérios utilizados foram os do Multiple Risk Factor Intervention Trial considerando hipertensos todos os indivíduos com valores de pressão arterial ≥140/90 mmHg. Assim, os hipertensos do estádio 2 segundo JNC7 (≥160 mmHg de pressão máxima) foram encontrados valores de prevalência de 2,4% antes dos 35 anos, 13,2% dos 35 aos 64 e 37,1% com mais de 65 anos (dos 65 aos 90 anos). No que diz respeito à pressão arterial estádio 1 (≥140–159 mmHg) encontraram-se valores 16,3%, 27,7% e 32,2% respetivamente.
Fazendo uma análise da bibliografia é difícil avaliar a incidência de hipertensão no mundo na medida em que cada país, e em cada país cada região, tem os seus hábitos alimentares e estes condicionam fortemente a incidência da hipertensão arterial. A maioria destes estudos estatísticos utiliza os critérios de hipertensão emanados do estudo Multiple Risk Factor Intervention Trial (cuja população em estudo compreendeu indivíduos de 18 a 74 anos), que estabeleceu como hipertensão todo o valor de pressão arterial ≥140 mmHg para a sistólica, e englobam nas populações estudadas idosos até 80 e mesmo 90 anos (o estudo em Portugal) e 93 anos (caso da Polónia) cuja rigidez da parede arterial falseia o resultado. Estes critérios estão em desacordo com  o valor de 140 mmHg considerado normal pela OMS e pela Sociedade Internacional de Hipertensão (ISH) e com as directivas emanadas pelas diferentes Sociedades de Geriatria. Num estudo de bibliografia efetuado no Brasil pelo Grupo de Pesquisa em Epidemiologia de Doenças Crónicas e Ocupacionais da Faculdade de Medicina da Universidade Federal de Minas Gerais, Belo Horizonte, com a colaboração de  Secretaria de Vigilância em Saúde, Ministério da Saúde, Brasília, usando Medline e LILACS, e segundo os critérios JNC7, foram selecionados 13 trabalhos de prevalência com base populacional realizados desde 1990. Conclui-se haver uma elevada prevalência de 44,4%, 47,9 no sexo masculino e 41% no sexo feminino. Quando estes dados foram estudados segundo os critérios da OMS, sendo hipertensão arterial a pressão sistólica >140 mmHg e/ou pressão diastólica >90 mmHg e/ou uso corrente de anti-hipertensor, os estudos mostraram taxas de prevalência à volta de 20%, sem distinção de sexo, mas com a tendência de aumento com a idade. Estes mesmos valores são encontrados em outros países da América Latina. Estes resultados são importantíssimos em saúde pública e refletem a disparidade dos valores prevalência, do simples ao dobro, só pela inclusão no grupo de hipertensos de todos os indivíduos com pressão arterial igual a 140 mmHg.

### Em crianças
A hipertensão infantil acompanha a subida da incidência da obesidade infantil. Normalmente está associada a uma história familiar de hipertensão e obesidade. A maior parte da hipertensão infantil, sobretudo entre pré-adolescentes, deve-se à presença de outro transtorno. Para além da obesidade, as doenças renais são a causa mais comum (60-70%) de hipertensão infantil. A investigação está a estudar as causas genéticas da hipertensão infantil e os estudos mais recentes apontam para um importância incontestável do fator genético. Porém os resultados ainda necessitam de maior precisão e confirmação.

## História

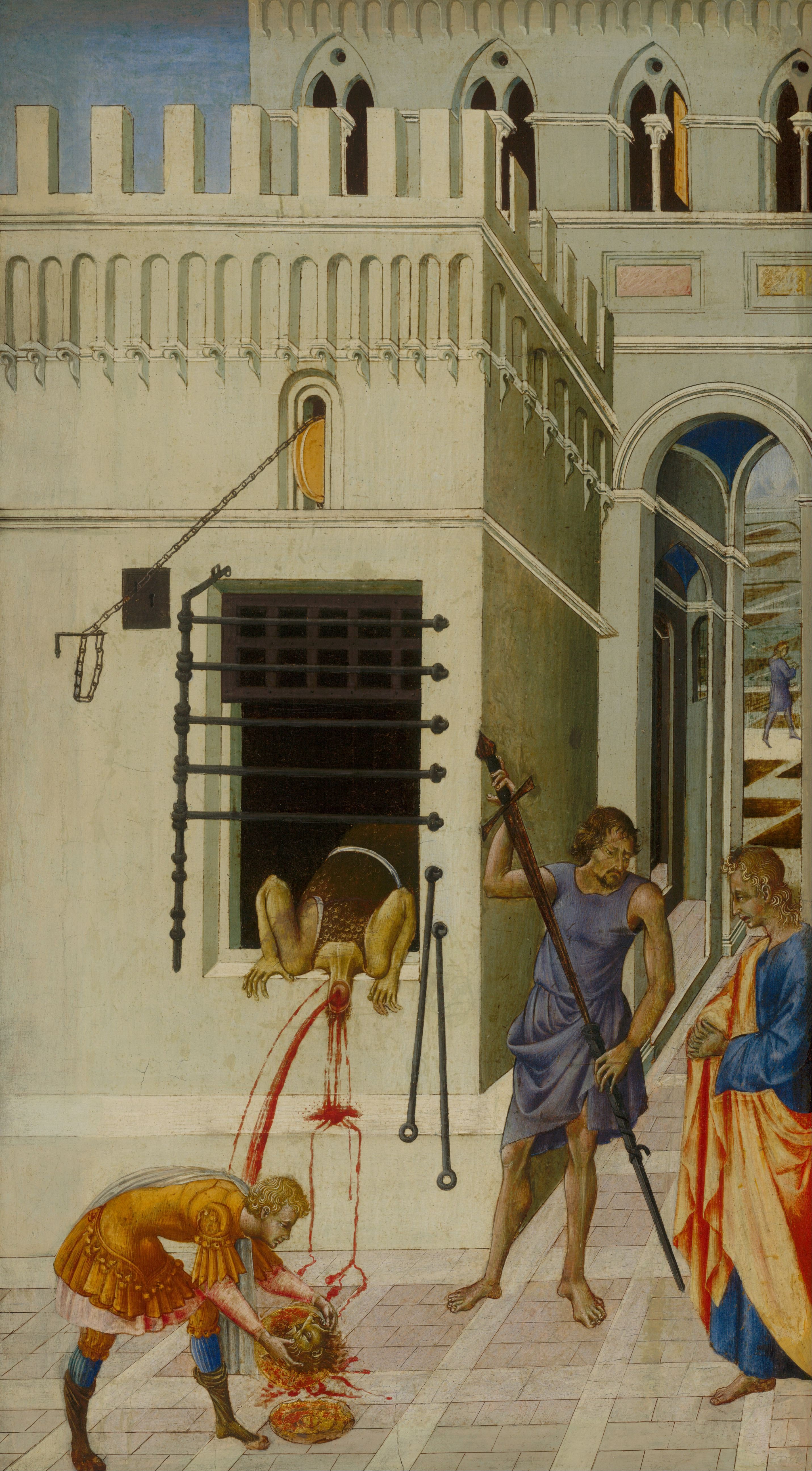
A decapitação de S. João Batista mostrando a diferença de velocidades dos jatos de sangue, por Giovanni di Paolo

Já na Antiguidade, a curiosidade pela circulação do sangue era uma realidade. Giovanni di Paolo (1403-83) no seu quadro, A decapitação de São João o Baptista, pintou como três jatos de sangue jorravam a diferentes velocidades do pescoço decapitado do santo. Em Itália, físicos e matemáticos sob a tutela de Galileu, entre eles Giovanni Borelli, interessavam-se pelo estudo da circulação. Borelli defendia as propriedades hidráulicas da circulação tendo o coração a função de bomba. Contudo ainda não existia um método de medida que pudesse validar os seus resultados. Em 1551, o Doutor Amato Lusitano (João Rodrigues de Castelo Branco, 1511-1568), médico português, descreveu a circulação do sangue na sua obra em sete volumes Curationum Medicinalium Centuriæ Septem e, pela primeira vez, afirmou que as veias tinham válvulas. 77 anos depois, William Harvey (1578-1657), na obra Exercitatio Anatomica de Motu Cordis et Sanguinis in Animalibus, descreveu também a circulação sanguínea. Mas só em 1733, o Rev. Stephen Hales, Reitor de Farringdon em Hampshire e ministro em Teddington no Middlesex, publicou o primeiro método de medida da pressão arterial no segundo volume de "Statical Essays, Containing Haemastaticks". Apesar do conhecimento já aprofundado de Hales sobre a circulação, foi Thomas Young, físico do St George's Hospital, autor da teoria ondulatória da luz e tradutor da Pedra de Roseta, que publicou um dos primeiros escritos sobre a pressão arterial. Porém a tentativa de quantificação da pressão sanguínea só começou após Jean Léonard Marie Poiseuille ter inventado o manómetro de mercúrio.
O conhecimento da hipertensão deve-se aos estudos de Richard Bright iniciados por volta do ano 1820. Contemporâneo de Addison e Hodgkin, seus colegas, estudou por autópsia as consequências da hipertensão e deu um contributo incalculável para o conhecimento que se tem hoje. Em 1827, Bright publicou o seu livro "Reports of Medical Cases Selected with a view to Illustrating the Symptoms and Cure of Disease by a Reference to Morbid Anatomy". Estava descrita a Doença de Bright. Em 1868, George Johnson descreveu pela primeira vez a hipertrofia da camada muscular da parede das pequenas artérias do rim, e subsequentemente em outros órgãos, dos doentes com doença de Bright. Em 1871, na Alemanha, Ludwig Traube e, em 1872, Sir William Gull, confirmam os achados de Johnson sobre a doença de Bright.

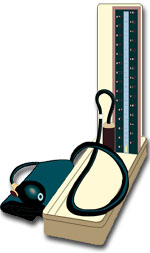
O esfigmomanómetro de mercúrio

O manómetro de Poiseuille foi usado em membros que iam ser amputados pois a artéria ficava destruída após a sua utilização. A primeira medida indirecta da pressão arterial foi feita por Hérisson em 1834, com um esfigmomanómetro "artesanal" (um simples copo com um tubo graduado e coberto por uma membrana a qual era comprimida contra a artéria radial - lia-se depois o nível do mercúrio que subia no tubo graduado). Foi o precursor dos manómetros de membrana que tornaram possível a medida indirecta da pressão sem destruição da artéria. O primeiro instrumento especificamente designado para medir a pressão arterial foi o de Vierordt em 1854, de técnica de utilização complicada. Em 1863,  Étienne-Jules Marey de Paris inventou o primeiro esfigmomanómetro; Frederick Akbar Mahomed (1849–1884) o aperfeiçoou e este médico foi o primeiro a medir de modo sistemático a pressão arterial. Scipione Riva-Rocci inventou em 1896 um esfigmomanómetro com "cuff" (em português, braçadeira insuflável (português europeu) ou manguito (português brasileiro)), mas os instrumentos com braçadeiras mais largas devem-se a Recklinghausen, em 1901. Von Basch, em 1893, melhorou a técnica de medida da pressão arterial e estabeleceu pela primeira vez os valores normais entre 135 e 165 mmHg, mais tarde alterados para 135–150 mmHg. Allbut, professor de Física em Cambridge, descreveu a hipertensão sem lesão renal e classificou pela primeira vez três tipos de hipertensão, um dos quais é a hipertensão da pessoa idosa, com três publicações a este respeito "Diseases of the Arteries, Including Angina Pectoris (1915)", "Greek Medicine in Rome (1921)" e "A System of Medicine, 8 vol. (1896–99)". Em 1895 e em 1889, Huchard, professor de medicina em Paris, chamou de "presclerosis" a hipertensão arterial que não se acompanha de lesão renal. Finalmente, em 1905, Nikolai Korotkov refinou a técnica de medição da pressão arterial ao descrever os "sons de Korotkov" que são ouvidos quando a artéria é auscultada com um estetoscópio, durante a fase de esvaziamento da braçadeira do esfigmomanómetro. Este modo de medida é o comummente utilizado atualmente.
Concomitantemente aos esforços de investigação para descobrir a circulação, a hipertensão arterial e como medi-la, muitas foram as diligências tomadas no sentido de tratar esta doença.
Durante séculos, o tratamento para aquilo que se designava por "doença do pulso rígido" consistia em reduzir a quantidade de sangue no organismo através de sangrias ou da aplicação de sanguessugas. Este método foi defendido por Aulo Cornélio Celso, Galeno e pelo próprio Hipócrates. Entre o final do século XIX e o início do século XX, antes de estarem disponíveis quaisquer fármacos para o tratamento da hipertensão, eram usadas três modalidades de tratamento, todas com vários efeitos secundários: uma restrição completa de sódio (por exemplo, uma dieta à base de arroz), a remoção de um gânglio simpático ou de outras partes do sistema nervoso simpático, e a terapia pirética, que consistia na injecção de substâncias que induziam febre, reduzindo de forma indirecta a pressão sanguínea. O primeiro elemento químico usado no tratamento da hipertensão, o tiocianato de sódio, começou a ser prescrito por volta de 1900, mas os inúmeros efeitos secundários tornaram-no bastante impopular. Após a II Guerra Mundial foram desenvolvidos vários fármacos, sendo os mais populares e relativamente eficazes, a hidralazina e a reserpina, esta extraída da planta medicinal rauwolfia serpentina. O maior avanço, no entanto, deu-se após a descoberta dos primeiros fármacos orais bem tolerados. O primeiro foi a hidroclorotiazida, a primeira tiazida diurética, desenvolvida a partir do antibiótico sulfanilamida, Robert Wilkins que a descobriu recebido o Prémio Lasker Especial Saúde de 1958.

## Sociedade e cultura

### Consciencialização

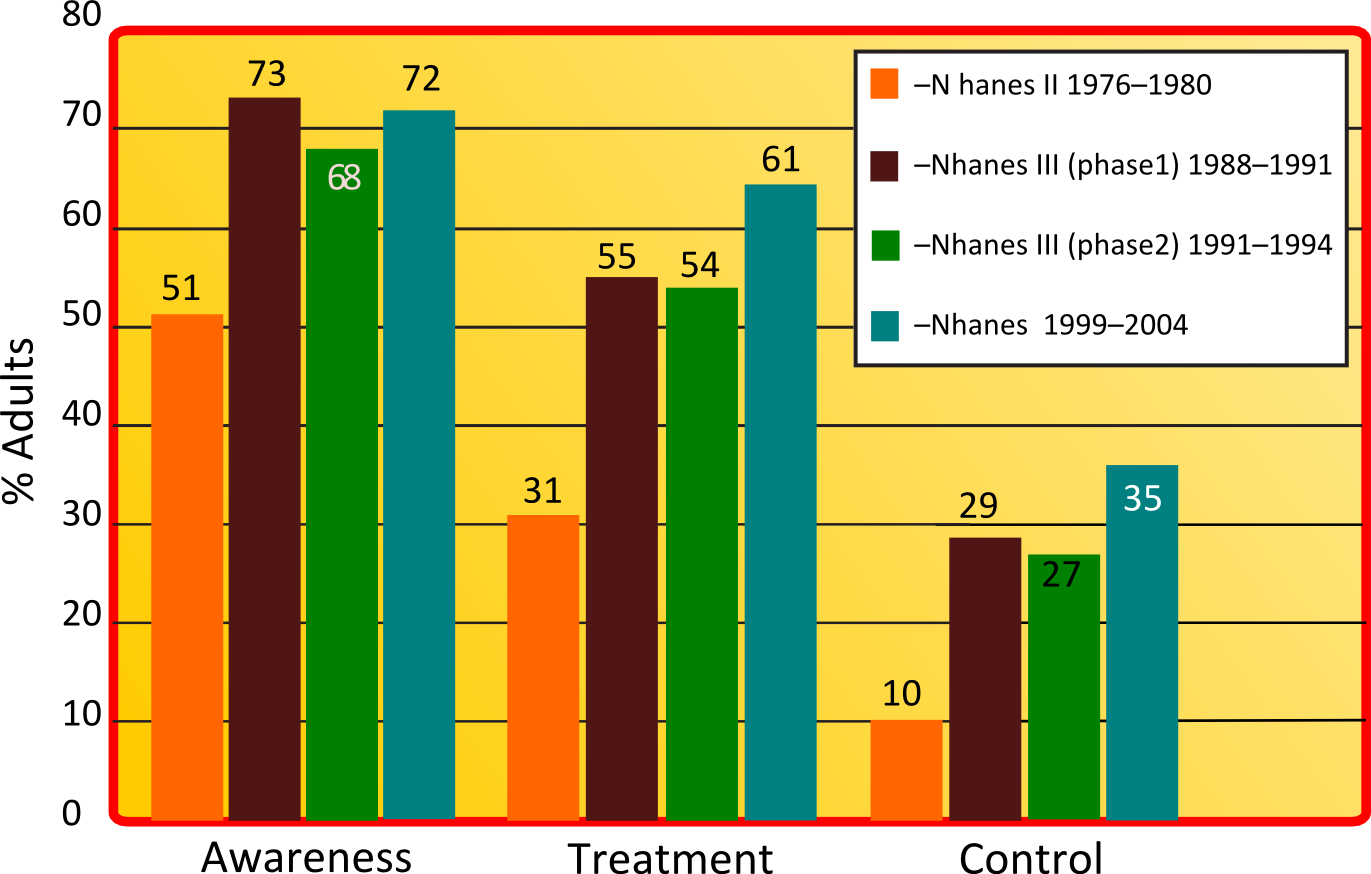
Gráfico com a prevalência da consciencialização, tratamento e controlo da hipertensão, comparando os dados de quatro estudos do inquérito National Health and Nutrition Examination Survey.

A Organização Mundial de Saúde apontou a hipertensão, ou a pressão arterial elevada, como a principal causa de mortalidade cardiovascular. A Liga Mundial de Hipertensão, uma organização que congrega 85 ligas e institutos nacionais de hipertensão, divulgou que mais de 50% dos hipertensos no mundo não estão conscientes desse estado. De modo a aumentar a percepção pública do problema, a organização iniciou em 2005 uma campanha global de consciencialização e decretou o dia 17 de Maio como Dia Mundial da Hipertensão. Nos últimos anos o número de sociedades aderentes tem vindo a aumentar, sendo que em 2007 participaram no evento 47 países-membros. Durante a semana do Dia Mundial da Hipertensão todos os países – em associação com o governo local, profissionais de saúde, ONG e empresas privadas – promovem a consciencialização para o problema da hipertensão, recorrendo aos meios de comunicação social e a eventos públicos, alcançando um público-alvo de 250 milhões de pessoas.

### Economia
A pressão arterial elevada é a doença crónica que dá origem ao maior número de consultas nos sistemas de cuidados de saúde nos Estados Unidos. A American Heart Association estima que os custos directos e indirectos da pressão arterial elevada tenham sido, em 2010, de 76,6 mil milhões de dólares. Oitenta por cento dos hipertensos norte-americanos estão conscientes do seu estado. Embora 71% tome medicação anti-hipertensiva, só 48% dos que estão conscientes que têm a doença é que são adequadamente controlados. A gestão correcta da hipertensão pode ser impedida por diagnósticos, medições ou tratamentos inadequados. Os prestadores de cuidados de saúde deparam-se com vários obstáculos no controlo da doença, entre os quais a renitência em tomar múltiplos medicamentos. Os próprios pacientes podem também ter dificuldade em se adaptar aos horários da medicação e às alterações dos hábitos de vida. Ainda assim, é perfeitamente possível atingir-se a pressão arterial pretendida e, sobretudo, a diminuição da pressão arterial reduz de forma significativa o risco de morte por doenças cardíacas e AVC, o desenvolvimento de outros estados debilitantes e os custos associados a cuidados médicos avançados.